# Anadia blakei
Anadia blakei, también conocida comúnmente como anadia de Blake, es una especie de lagarto en peligro de extinción de la familia Gymnophthalmidae. La especie es endémica de Venezuela.

## Etimología
A. blakei lleva el nombre del ornitólogo estadounidense Emmet Reid Blake (1908-1997).

## Rango geográfico
Anadia blakei se encuentra en el estado venezolano de Sucre.

## Hábitat
El hábitat natural preferido de A. blakei es el bosque, a altitudes de 900–1,830 m (2,950–6,000 pies).

## Descripción
A. blakei tiene 28 escamas alrededor del cuerpo en su parte central. Es uniformemente marrón dorsalmente y más pálido ventralmente. El holotipo tiene una longitud del hocico-cloaca (SVL) de 9 cm (3,5 pulgadas) y una cola rota e incompleta.

## Dieta
A. blakei se alimenta de insectos, larvas de insectos y babosas.

## Reproducción
Anadia blakei es ovíparo.

## Estado de conservación
Se considera "en peligro de extinción" debido a su pequeña distribución geográfica y debido a la pérdida de hábitat en curso debido a la expansión agrícola y la construcción de carreteras y antenas de comunicación.